# Mukuna

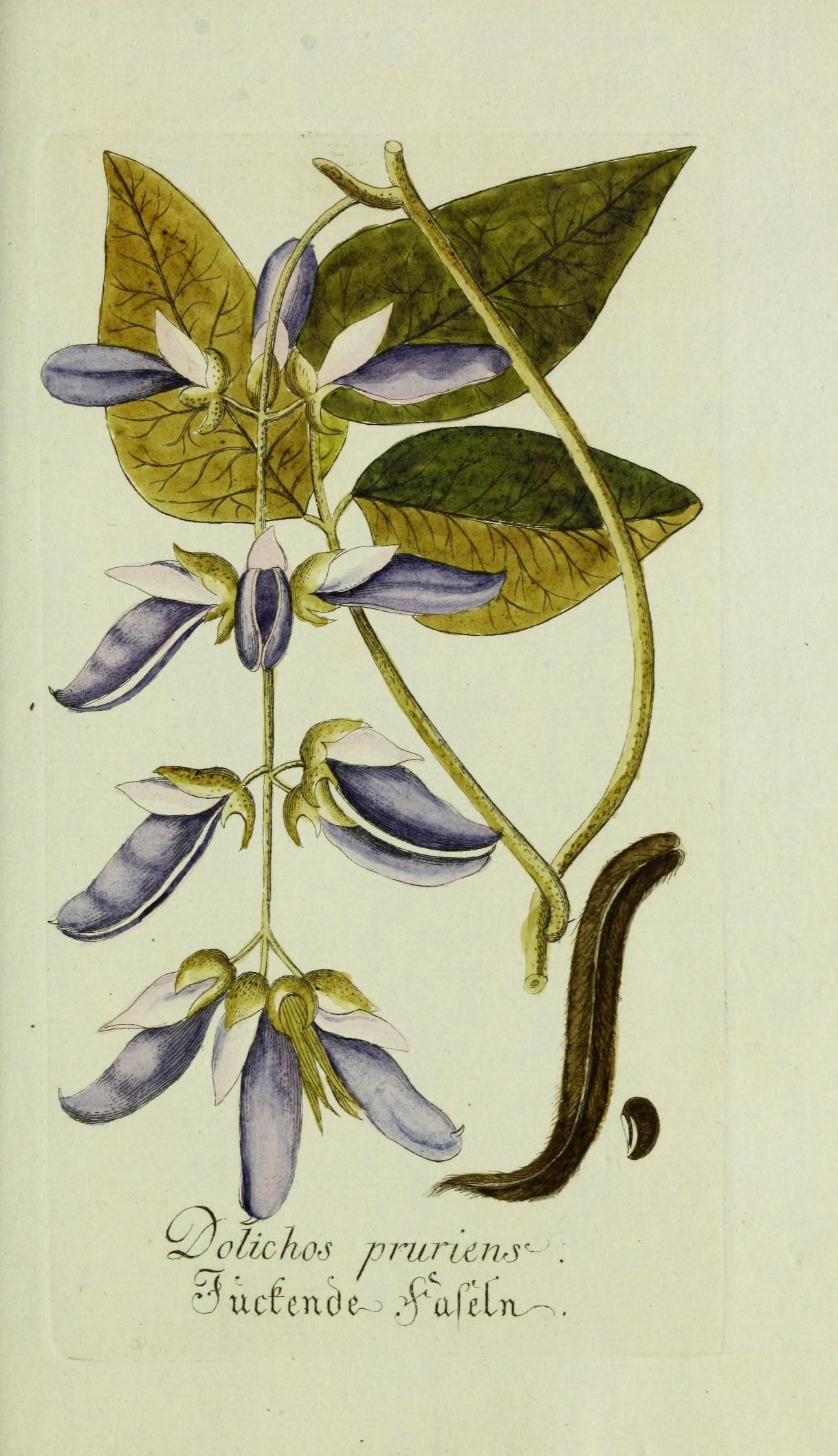
Mucuna pruriens na ilustraci z roku 1778

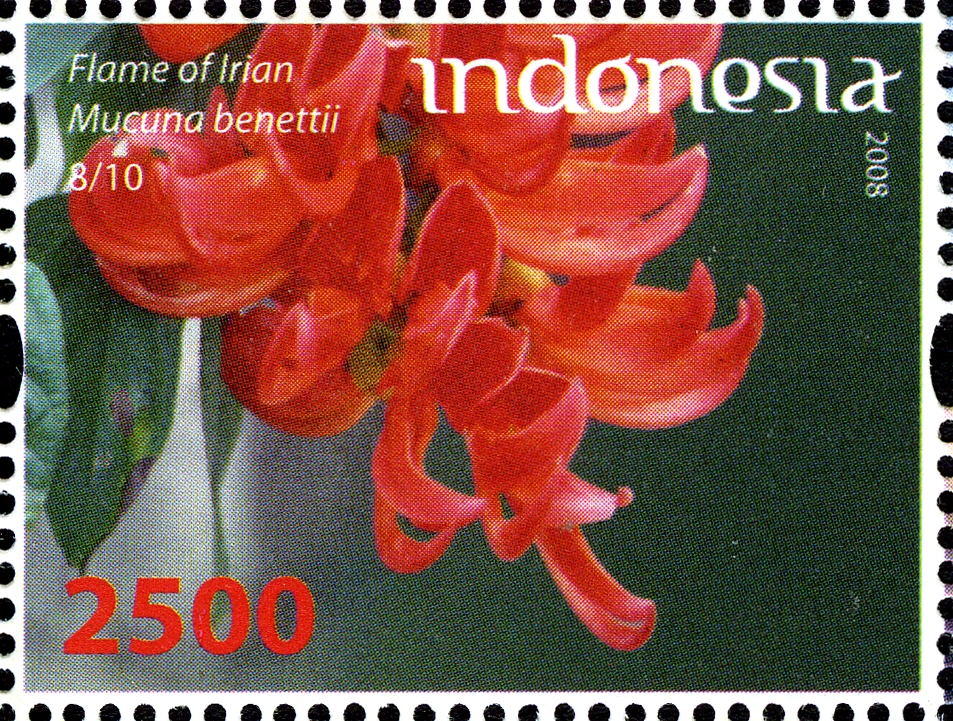
Mucuna bennettii na indonéské známce

Mukuna (Mucuna) je rod rostlin z čeledi bobovité (Fabaceae). Jsou to popínavé byliny až mohutné liány s trojčetnými listy a často nápadnými květy v hustých květenstvích. Vyskytují se v tropech celého světa.
Některé druhy jsou v tropech pěstovány jako okrasné liány. Mukuny mají též význam v domorodé medicíně. Používají se jako krmivo a ze semen se připravuje mouka. Mezi nejznámější druhy náleží Mucuna pruriens a Mucuna bennettii.

## Popis
Mukuny jsou jednoleté nebo vytrvalé popínavé byliny až dřevnaté liány. Listy jsou střídavé, složené ze 3 lístků. Palisty bývají opadavé. Mnohé druhy jsou pokryty žahavými chlupy. Květenství jsou úžlabní nebo vyrůstají na starším dřevu, nejčastěji převislé zhuštěné laty, které mohou připomínat hrozen. Květy bývají velké a nápadné a mají klasickou stavbu květů bobovitých. Kalich má 5 laloků, z nichž horní 2 jsou srostlé v široký pysk. Koruna je delší než kalich, nejčastěji je téměř bílá, zelenavá, červená nebo tmavě purpurová. Člunek bývá srpovitého tvaru a delší než pavéza a křídla. Tyčinek je 10, z toho 5 delších a 5 kratších. Semeník je chlupatý, s tenkou čnělkou a drobnou bliznou. Plodem je vejcovitý až podlouhlý lusk, často na hranách křídlatý. Plody jsou zpravidla za zralosti pukavé.

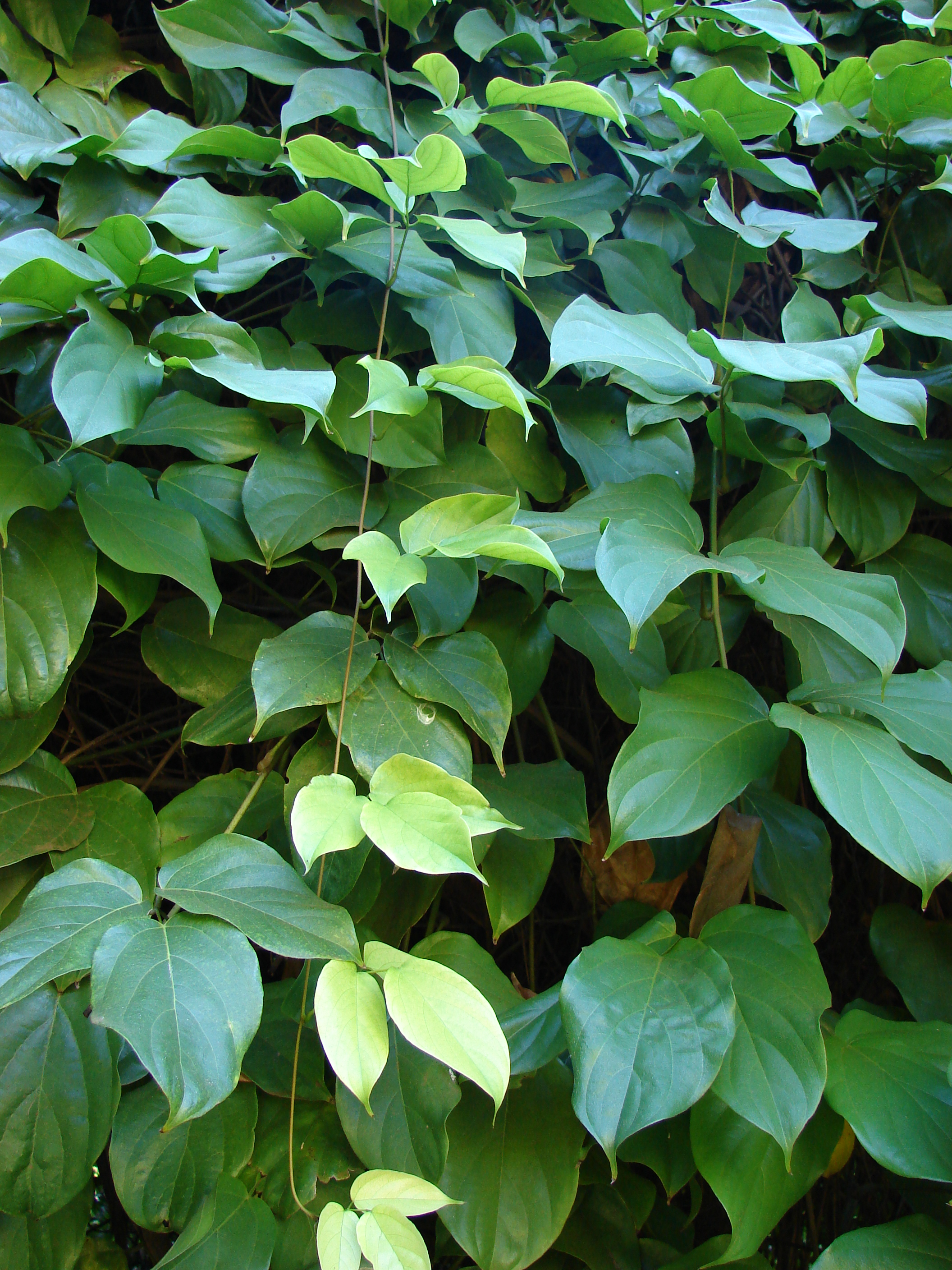
Mucuna novoguineensis
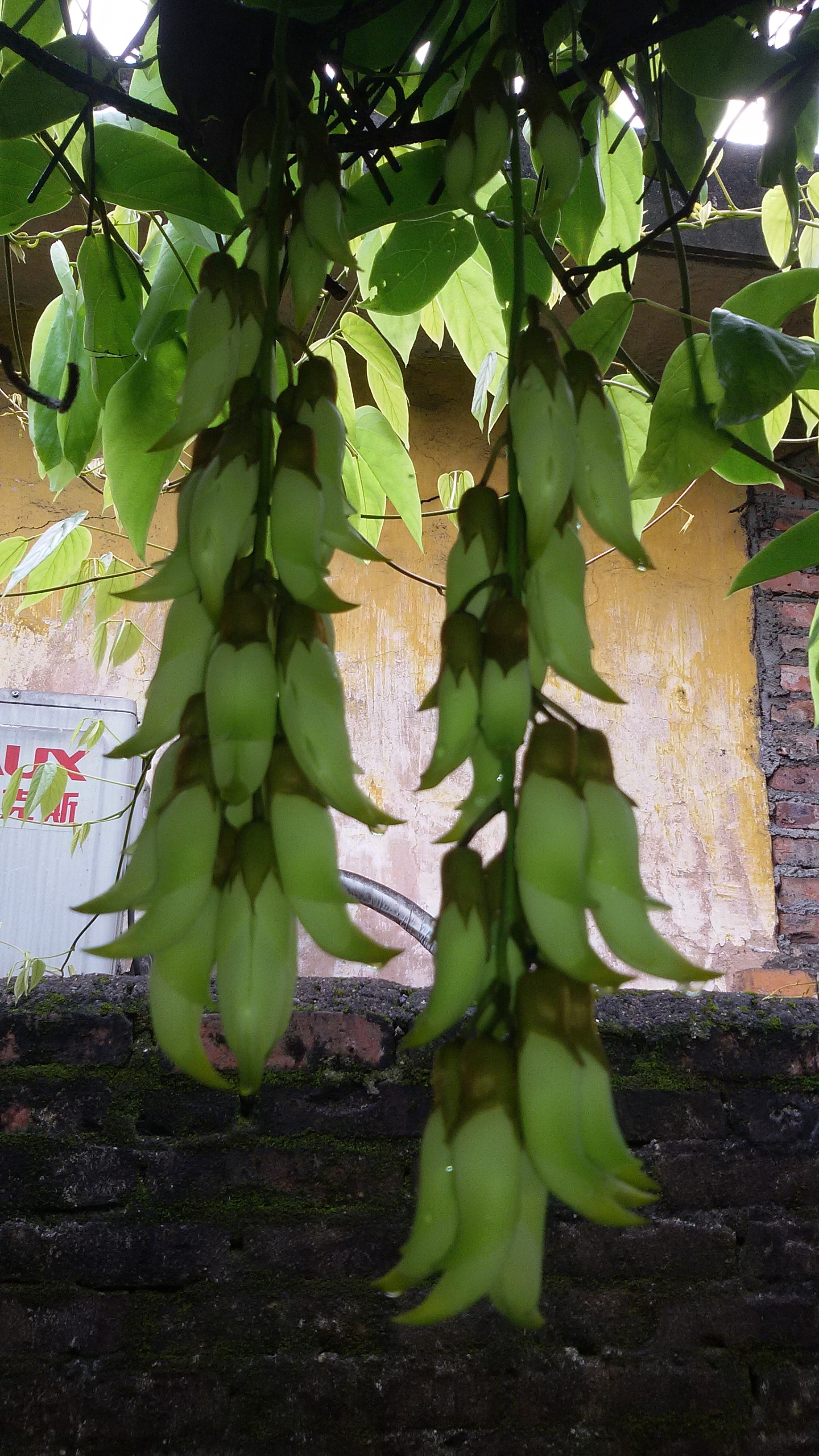
Květenství Mucuna birdwoodiana
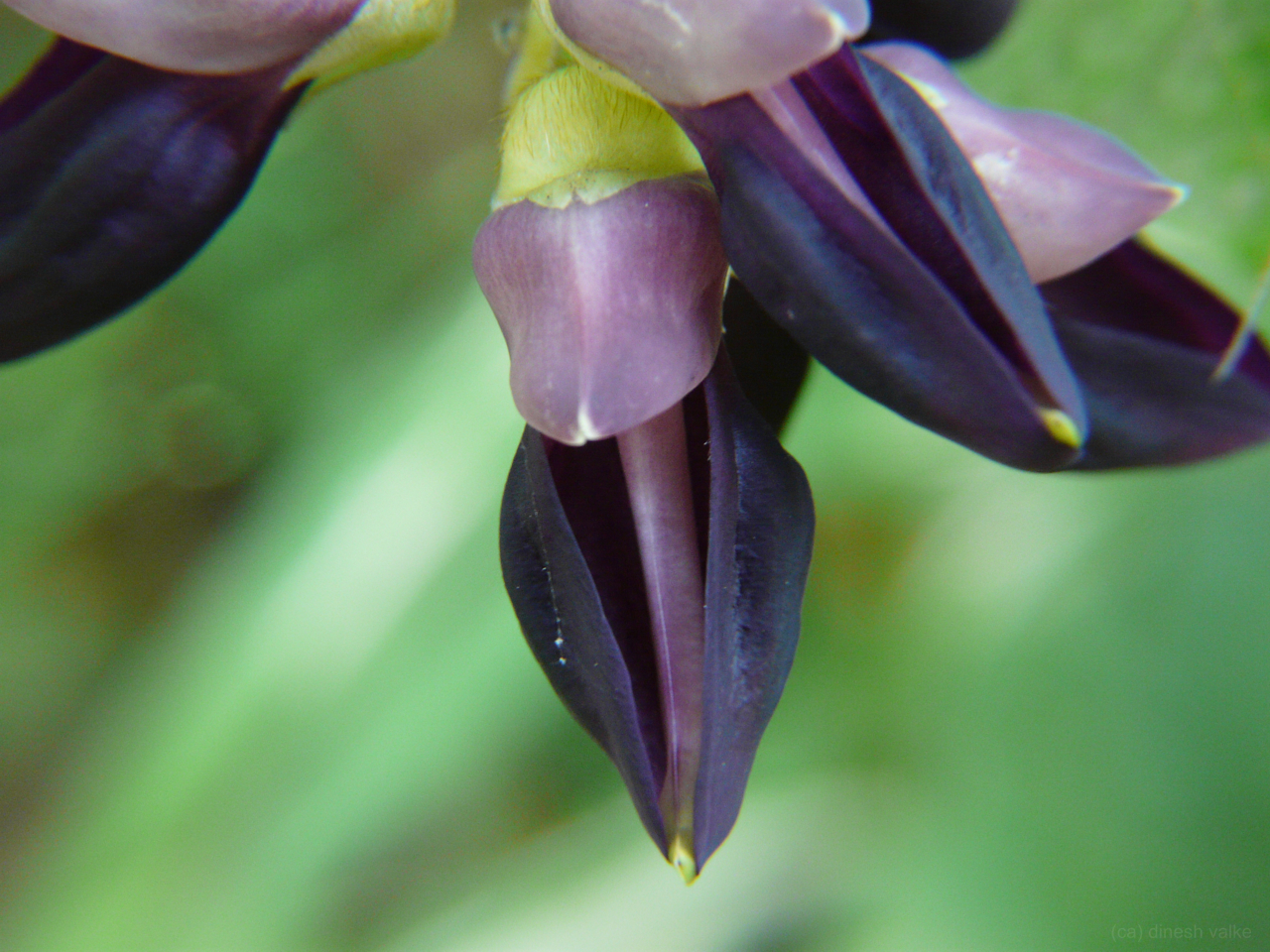
Detail květů Mucuna pruriens
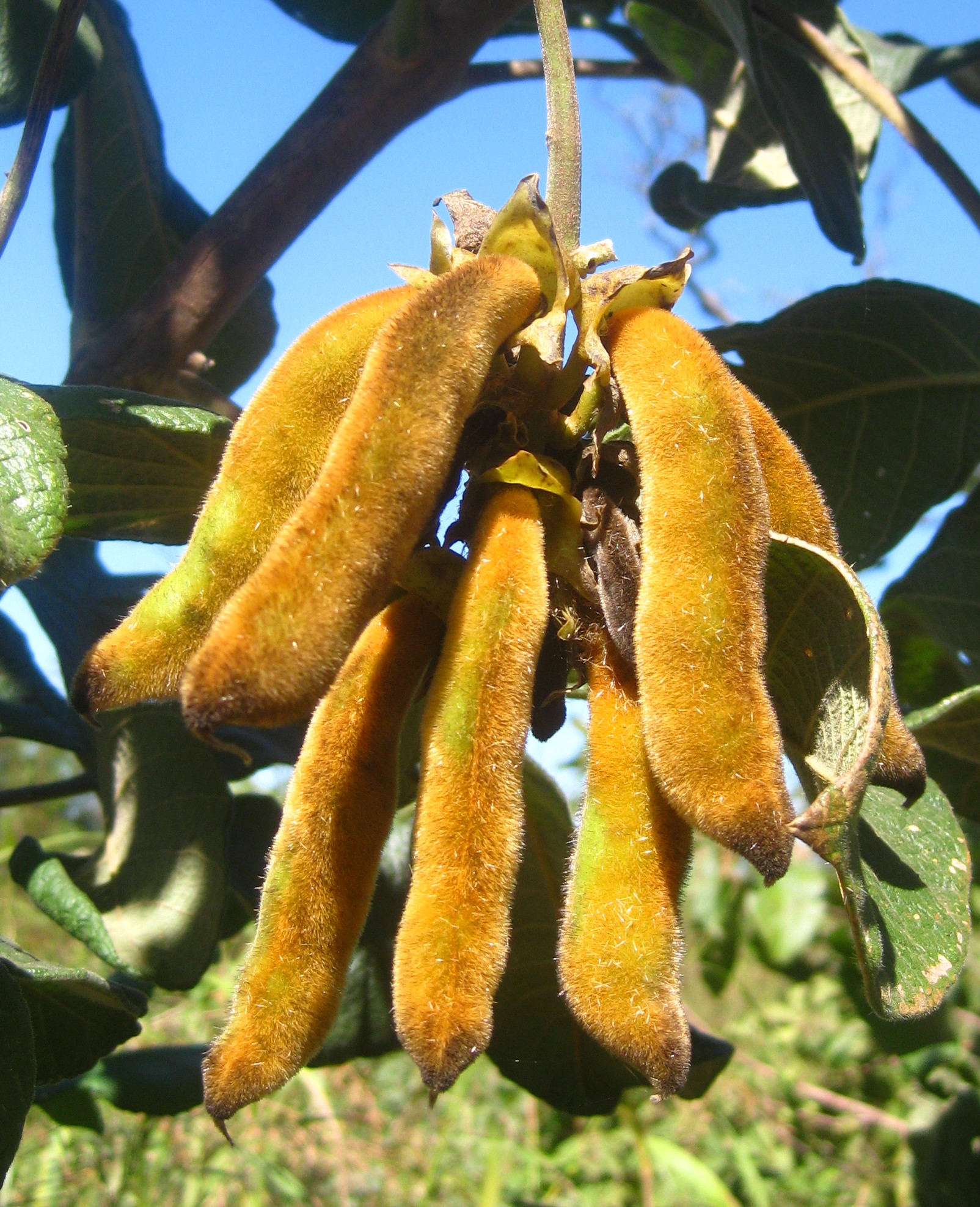
Plodenství Mucuna pruriens

## Rozšíření
Rod mukuna zahrnuje asi 100 až 120 druhů. Je rozšířen v tropech celého světa. Některé druhy se rozšířily v tropech po celém světě, zejména Mucuna pruriens a M. sloanei.

## Zajímavosti
V některých zdrojích je uváděn alternativní český název obpupoš.

## Obsahové látky
Semena druhu Mucuna pruriens obsahují celou paletu alkaloidů: mucunin, mucunadin, mucunadinin, prurieninin, pruriendin, nikotin a tryptaminové alkaloidy dimethyltryptamin (DMT) a 5-methoxy-DMT. Mezi další bioaktivní látky náleží tryptamin, alkylaminy, steroidy, flavonoidy, kumariny a kardenolidy. V žahavých chlupech pokrývajících zejména plody byl zjištěn proteolytický enzym mucuanain a serotonin.
Z hlediska účinku na lidskou psychiku je nejdůležitější obsahovanou látkou L-DOPA (L-3,4-dihydroxyfenylalanin), které bývá v extraktech 15%.[zdroj?] L-DOPA je prekursor neurotransmiteru dopaminu.

## Význam

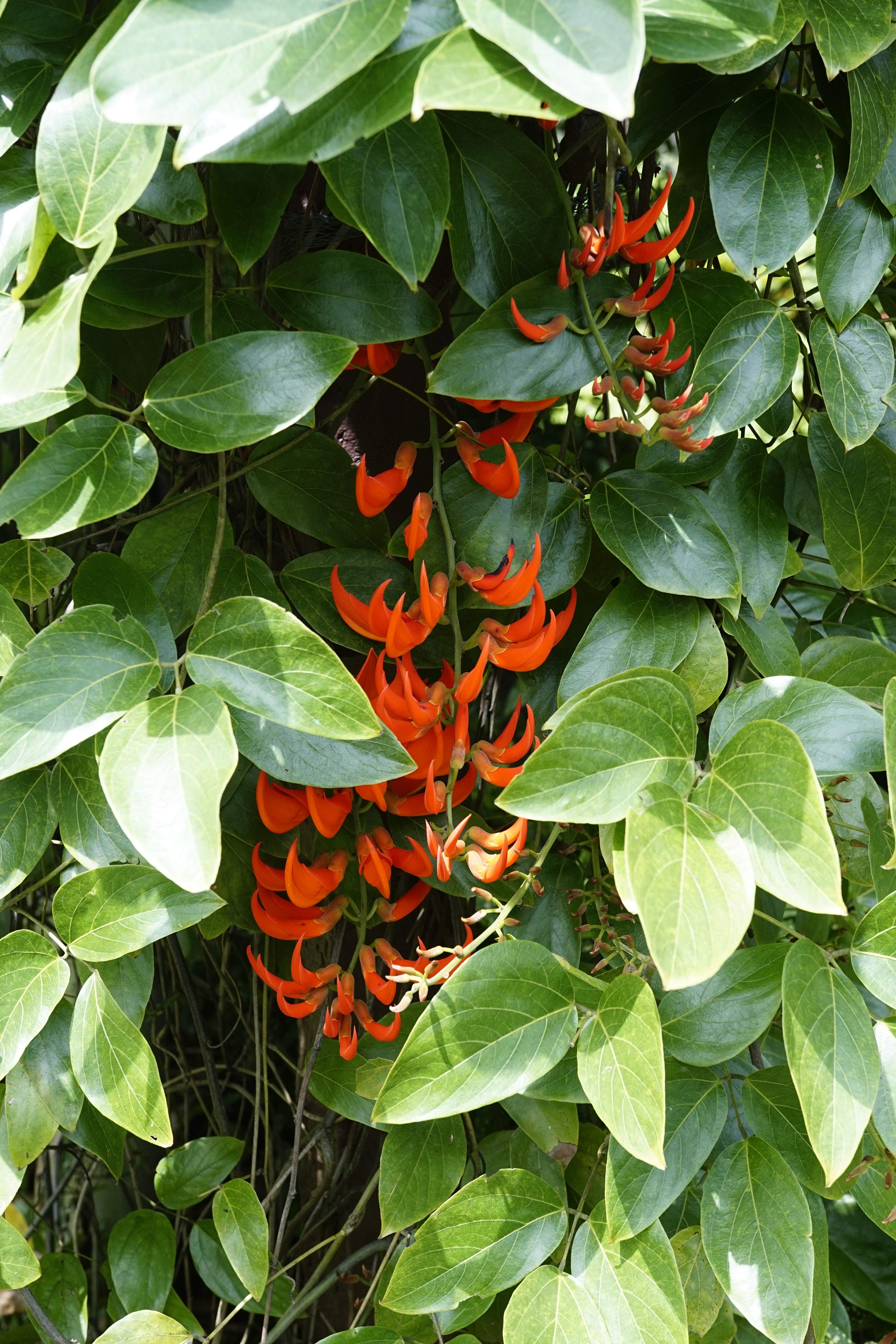
Kvetoucí Mucuna bennettii

Mucuna bennettii je v tropech pěstována jako okrasná liána pro nádherná visící květenství červených květů. Pochází z Nové Guineje. Některé druhy mukun se v tropech pěstují jako zelené hnojení a krmivo, zejména druhy Mucuna pruriens a M. deeringiana. Semena obsahují asi 21-25% bílkovin a po tepelné úpravě je možno z nich připravit mouku. Nezralé lusky také slouží jako zelenina.
Mukuny Mucuna pruriens a M. monosperma jsou využívány v tradiční indické medicíně. Mucuna pruriens je také jednou z hlavních složek psychoaktivní substance používané na Haiti v kultu zombie. V Latinské Americe jsou jako léčivo používány druhy Mucuna rostrata a Mucuna pruriens.

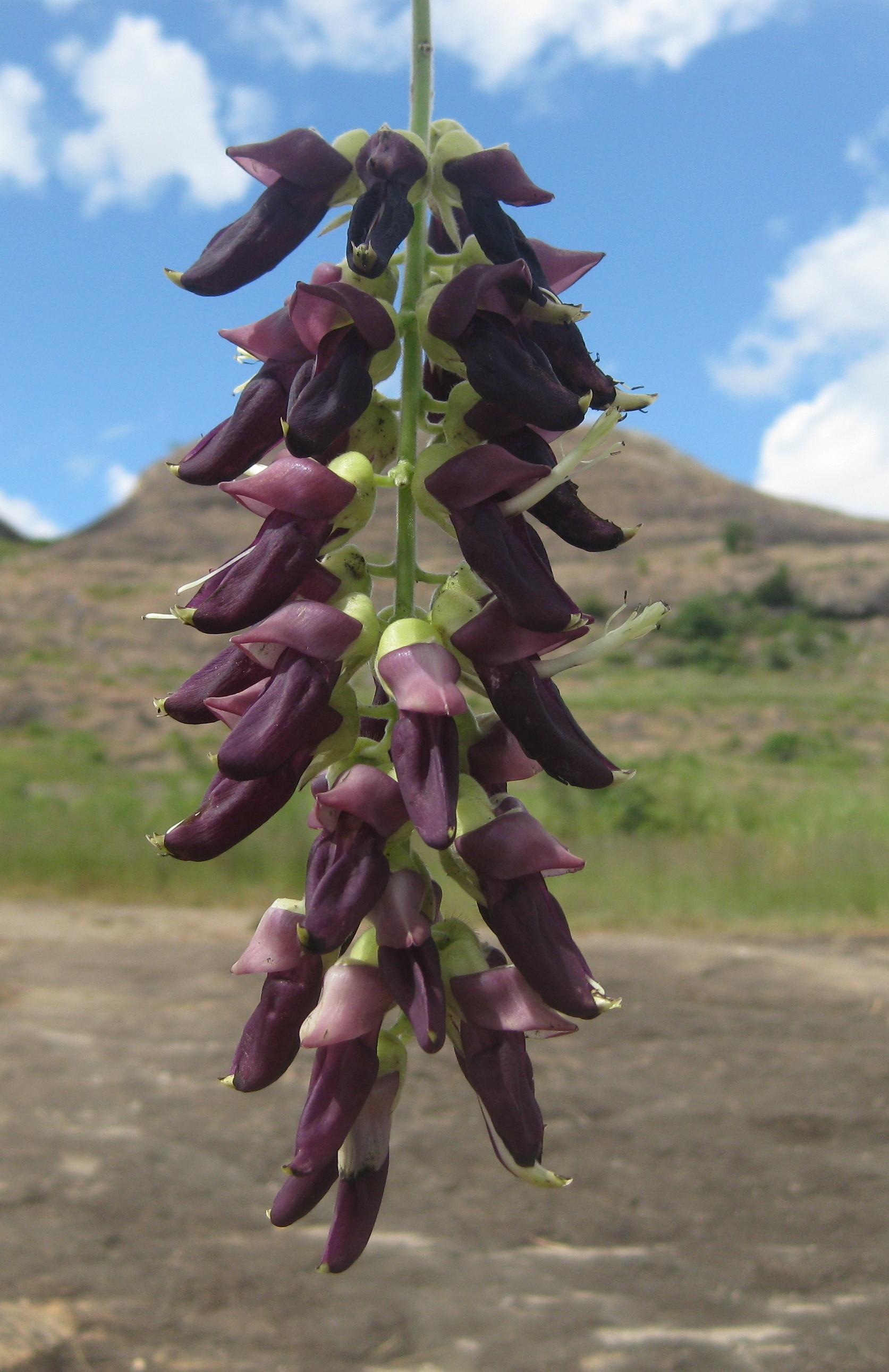
Květenství Mucuna pruriens
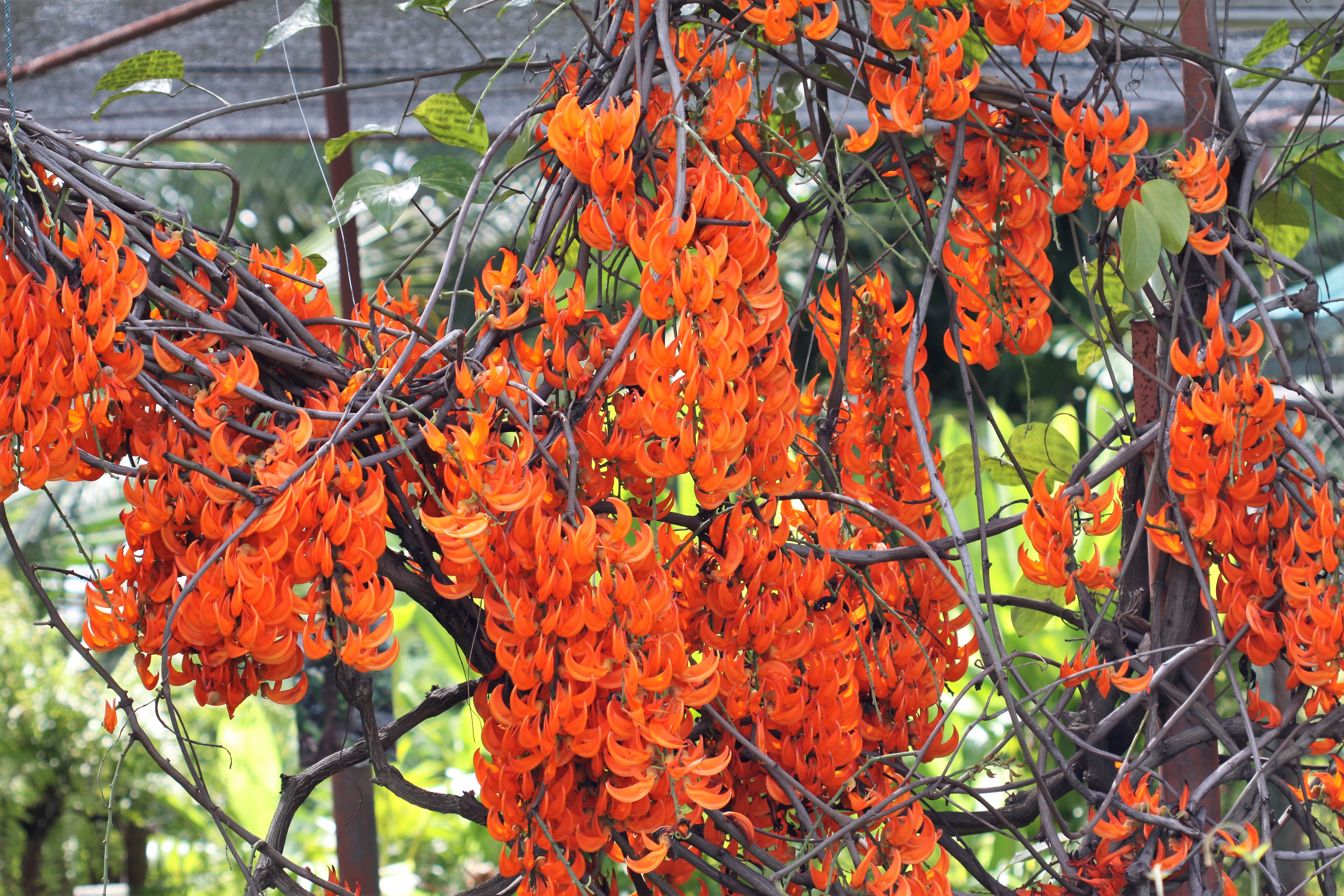
Bohatě rozkvetlá Mucuna warburgii
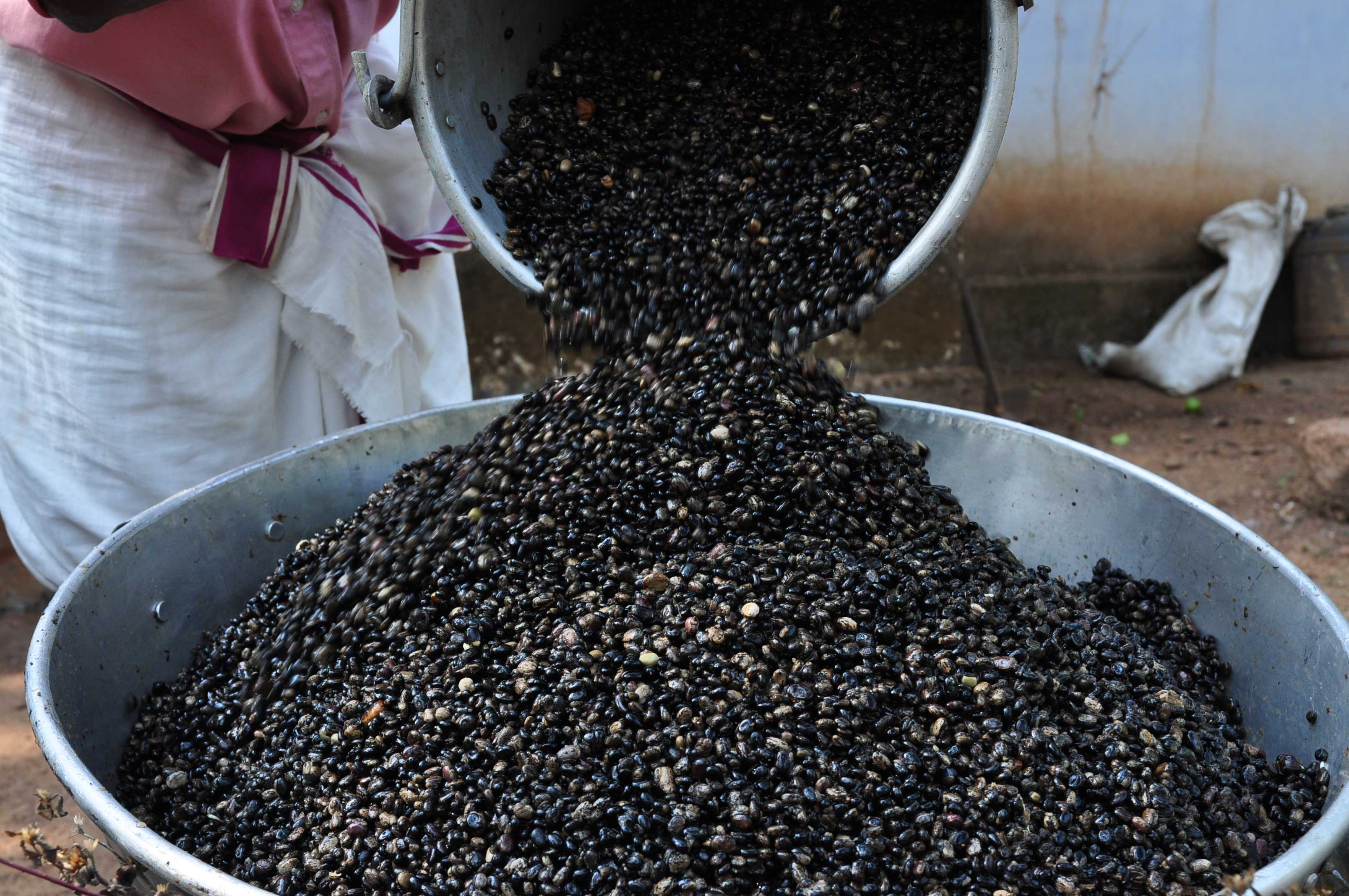
Sklizená semena Mucuna pruriens